# Стопно (Маколе)
Стопно (словен. Stopno) — поселення в общині Маколе, Подравський регіон‎, Словенія.